# Bili (scrittore)
Bili (Alet, IX secolo – tra l'895 e il 919) è stato un vescovo e scrittore bretone del IX secolo appartenente alla diocesi di Alet, autore di un’opera sulla vita del santo fondatore di quest’ultima, san Macuto (in francese Saint Malo).

## Biografia

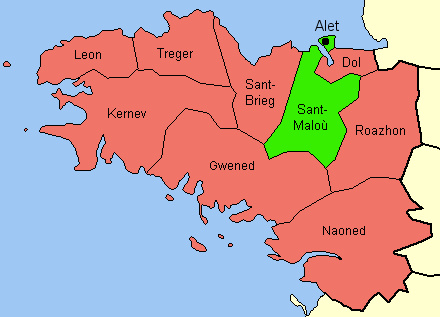
Suddivisioni ecclesiastiche della Bretagna medievale, in evidenza la città di Alet e la sua diocesi.

Le notizie certe riguardanti Bili sono assai poche: da quanto afferma su di sé nel prologo della sua opera, la Vita Sancti Machutis, apprendiamo che era un diacono (così infatti possiamo tradurre il termine levita) della diocesi di Aleth, nell’area tra Rennes e il golfo di Saint-Malo. Egli dedica l’opera a Ratvili, probabilmente egli stesso scrittore (autore delle Gesta Sanctorum Rotonensium) e vescovo della stessa Alet dall’866 fino a dopo l’872, periodo nel quale Bili ha presumibilmente composto il testo. Con qualche certezza in meno possiamo identificare la famiglia di apparenza: nel cartulario di Redon troviamo infatti un Bili che visse proprio in questo periodo e che è identificato come figlio di Ratfred; se è lui l’autore della Vita Sancti Machutis sarebbe allora il cugino di Ratvili e il pronipote di Iarnhitin, uno dei più importanti principi della Bretagna al tempo di Carlo Magno. Questa discendenza nobile avrebbe dunque permesso ai due cugini di potersi istruire alla scuola monastica dell’abbazia di Saint-Sauveur e, dopo essere diventati ecclesiastici, avrebbe aperto loro la via alle cariche più alte del clero locale. Effettivamente la maggior parte degli studiosi identifica proprio Bili come successore del cugino Ratvili sulla cattedra vescovile di Alet, ma secondo Gallia Christiana, negli stessi anni, un certo Bili è indicato anche come vescovo di Vannes (in bretone Gwened), altra città bretone a capo di una diocesi confinante con quella di Alet. Le ultime notizie su di lui risalgono al 907, data oltre la quale dobbiamo collocare la sua morte.